# موسی ان‌دیایه (بازیکن فوتبال، زاده ۲۰۰۲)
موسی ان‌دیایه (انگلیسی: Moussa N'Diaye؛ زادهٔ ۱۸ ژوئن ۲۰۰۲) بازیکن فوتبال اهل سنگال است.
وی همچنین در تیم ملی فوتبال زیر ۲۰ سال سنگال بازی کرده‌است.